# Annexió

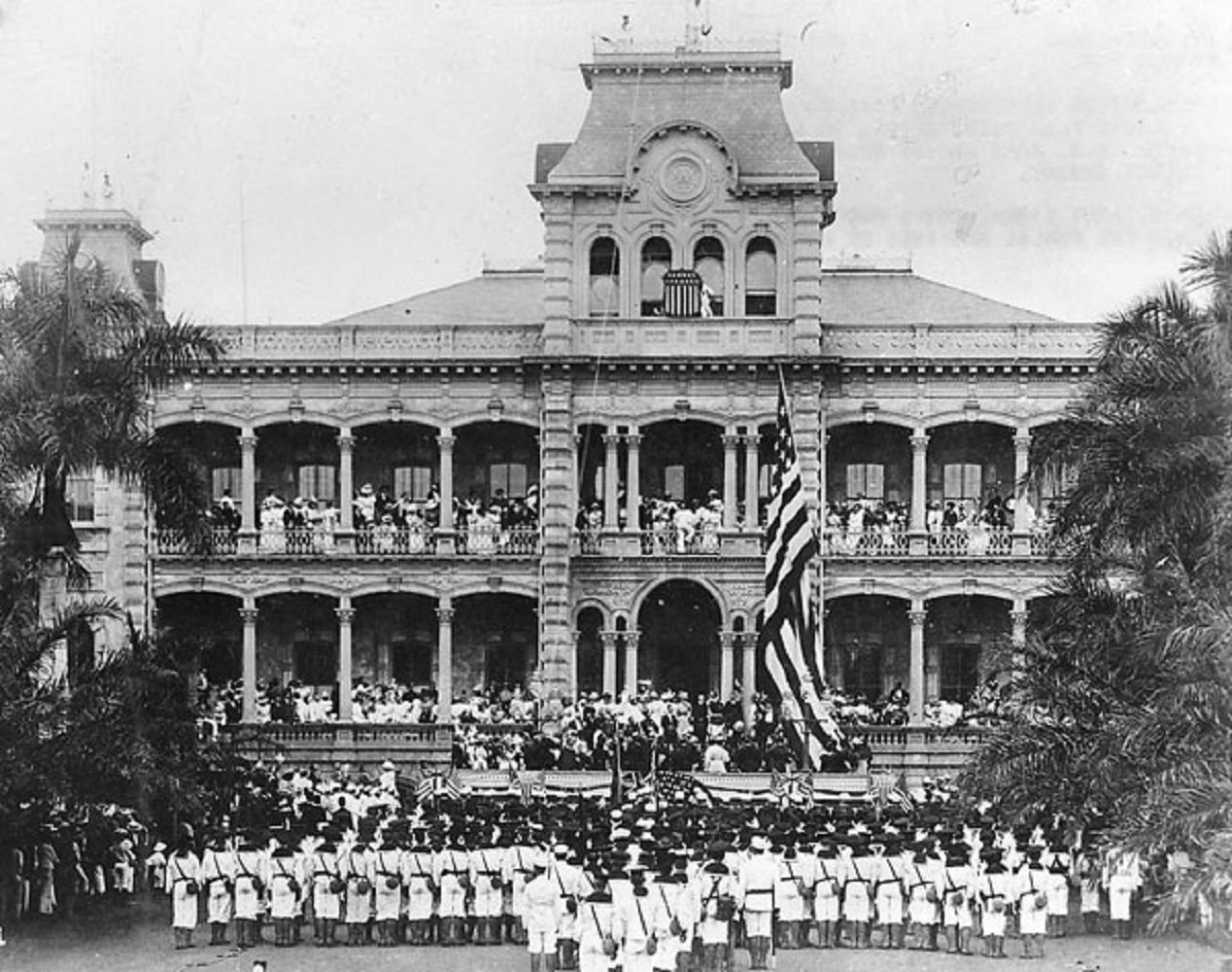
Cerimònia d'annexió de Hawaii als Estats Units d'Amèrica el 1898.

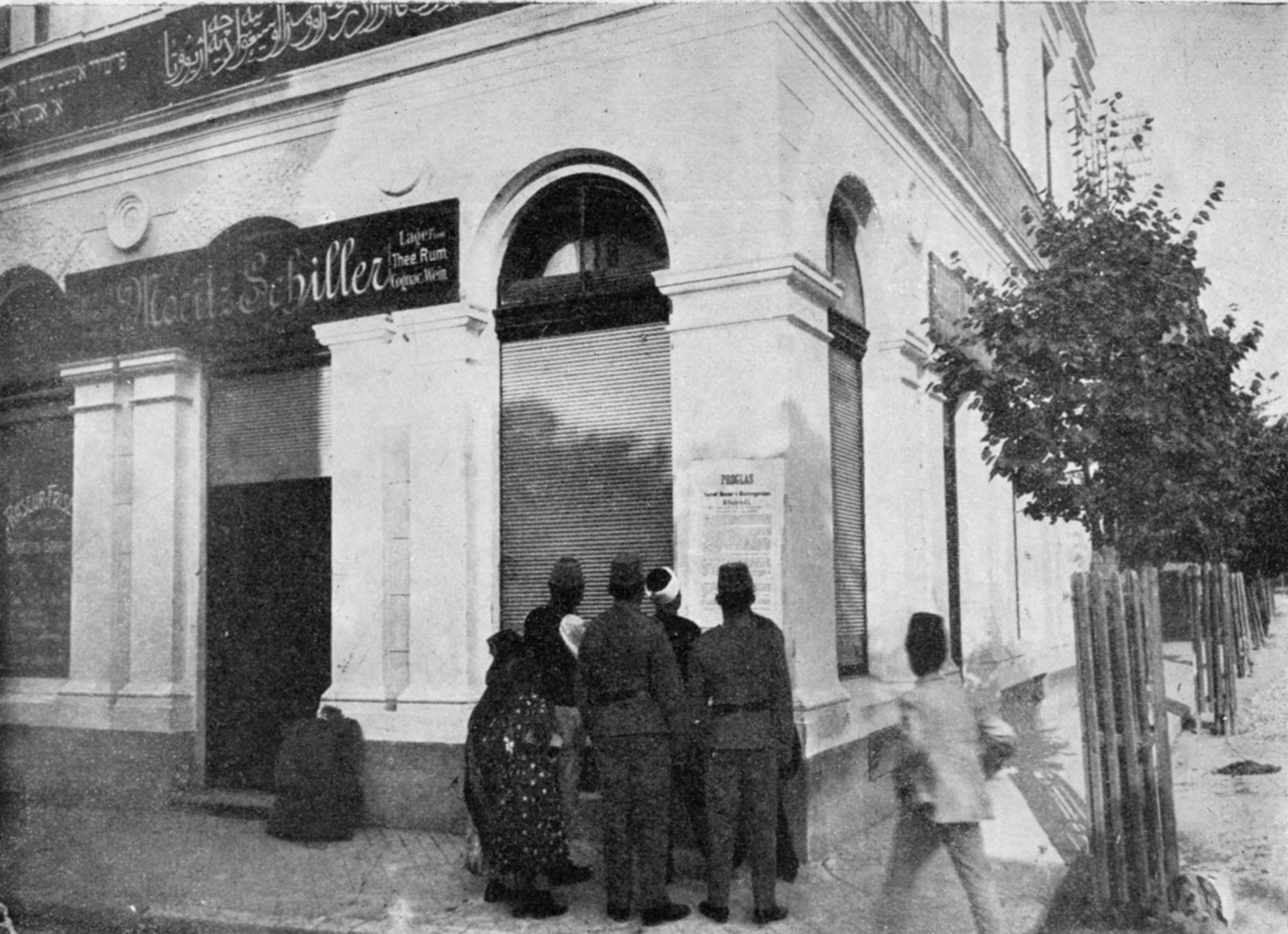
Ciutadans de Sarajevo llegint el ban que proclama l'annexió de Bòsnia i Hercegovina a l'Imperi Austrohongarès el 1908.

Una annexió (del llatí ad, "a", i nexus, "unió") és l'adquisició forçosa d'una part o de la totalitat del territori d'un estat per part d'un altre estat. Generalment, se sol considerar que el territori annexat és el més petit, perifèric i feble de les dues entitats que s'agrupen. També sòl implicar alguna mesura coercitiva per part de l'entitat més forta sobre la més feble. Per aquest motiu, solen emprar-se diversos eufemismes en els discursos que defensen l'annexió, de l'estil d'"unió política", "unificació" o "reunificació", segons els casos, mentre se sol disfressar d'"irredemptisme" el que molt sovint només és expansionisme o imperialisme. L'annexió difereix d'una cessió mitjançant venda, intercanvi o donació de territoris, perquè aquesta es produeix en el marc d'un tractat de pau, i de l'agregació, més pròpia de les unitats administratives internes de l'estat i, generalment, amb l'acord de les autoritats locals d'ambdues entitats. L'annexió és un acte unilateral d'un estat que després obté el reconeixement internacional que el legitima.
Durant la Segona Guerra Mundial, la pràctica generalitzada de l'annexió va sotmetre poblacions senceres al control de les autoritats militars, privant-les de les garanties que hauria de proporcionar el dret internacional vulnerat. La quarta Convenció de Ginebra va reforçar enormement aquestes garanties, fent molt més difícil que un estat es pugui saltar el dret internacional quan practica una annexió.

## Dret internacional després del 1948
La quarta Convenció de Ginebra, del 1949, amplià les Conferències de la Haia de 1899 i 1907 respecte de la qüestió de la protecció dels civils. Aquesta Convenció va reforçar els postulats de la Carta de les Nacions Unides: la Carta (26 de juny del 1945) va prohibir la guerra d'agressió (vegeu els articles 1.1, 2.3 i 2.4), i la Convenció, article 47, 1r paràgraf de la secció III (territoris ocupats), restringí els efectes de l'annexió sobre els drets de les persones que viuen als territoris ocupats:
| « | Les persones protegides que són en territori ocupat no seran privades, en cap cas ni de cap manera, dels beneficis de la present Convenció per cap canvi introduït, com a resultat de l'ocupació d'un territori, en les institucions o en el govern de l'esmentat territori, ni per qualsevol acord subscrit entre les autoritats dels territoris ocupats i la força ocupant, ni per qualsevol acte d'annexió per part d'aquesta de la totalitat o de part del territori ocupat. | » |

L'article 49 prohibeix els trasllats massius de població cap enfora o cap endins del territori ocupat:
| « | Els trasllats forçosos, individuals o massius, així com les deportacions de persones protegides des del territori ocupat cap al territori de la força ocupant o cap al de qualsevol altre país, ocupat o no, estan prohibits, sigui quin sigui el motiu. (...) La força ocupant no deportarà ni transferirà parts de la seva pròpia població civil cap al territori que ocupa. | » |

El "Protocol I" (1977), que complementa les Convencions de Ginebra amb relació a la protecció de les víctimes de conflictes armats internacionals, té articles addicionals sobre l'ocupació militar, però molts països, incloent els Estats Units, no han volgut subscriure aquest protocol addicional.

## Exemples des del 1948

### Índia Portuguesa
El 1954, el poble de Dadra i Nagar Haveli, un enclavament portuguès a l'Índia, es van rebel·lar contra el domini portuguès amb l'ajut de voluntaris nacionalistes indis. Del 1954 al 1961, el territori fou independent de facto, fins que el 1961 acordà integrar-se a l'Índia.
Aquest mateix any 1961, l'Índia i Portugal van tenir un breu conflicte militar per la resta d'enclavaments portuguesos: Goa i Daman i Diu. L'exèrcit indi ocupà totalment els territoris en 36 hores, finalitzant d'aquesta manera 451 anys de domini colonial portuguès a l'Índia. Per als indis fou l'alliberament d'un territori nacional ocupat, mentre que els portuguesos ho van viure com una tragèdia nacional. Les Nacions Unides van condemnar l'annexió, tot i que amb el veto de l'URSS. Goa i Daman i Diu foren annexats a l'Índia.

### Sikkim
El 1947, el poble de Sikkim va decidir en referèndum no incorporar-se a l'Índia, acabada d'independitzar dels britànics, i el primer ministre Jawaharlal Nehru li atorgà un estatut de protectorat. Sikkim quedà sota la sobirania de l'Índia, que en controlava els afers exteriors, la defensa, la diplomàcia i les comunicacions, però el regne de Sikkim gaudia d'autonomia. Es va establir un règim de monarquia constitucional, però el rei era molt impopular i es van produir aldarulls en demanda de més democràcia. El 1973 es va sol·licitar la protecció de l'Índia, i el 1975 el primer ministre de Sikkim demanà al Parlament indi d'esdevenir un nou estat de la Unió. L'abril, l'exèrcit indi ocupà Gangtok i desarmà la guàrdia del palau. Un referèndum aprovà la unificació, i el 16 de maig del 1975, Sikkim esdevingué oficialment el 22è estat de la Unió Índia i la monarquia fou abolida.

### Ogaden
El 1954, l'antic Ogaden britànic (una regió de Somàlia) fou annexat per Etiòpia, que aleshores s'anomenava Abissínia. Els nacionalistes somalis han estat mantenint guerres d'alliberament des del 1954, i actualment sota el lideratge del Front Nacional d'Alliberament de l'Ogaden.

### Nova Guinea Occidental
Papua Occidental o Nova Guinea Occidental fou annexada per Indonèsia el 1969. El Moviment Papua Lliure (OPM), separatista, està menant un conflicte a petita escala, tot i que sagnant, contra l'exèrcit indonesi des d'aleshores.

### Timor Oriental
Indonèsia ocupà militarment l'ex-colònia portuguesa de Timor Oriental el 1975, i tot seguit se l'annexà amb el nom de Timor Timur, la vint-i-setena província del país. Però aquesta situació no fou mai reconeguda per les Nacions Unides, i el poble de Timor Oriental resistí l'exèrcit indonesi d'ocupació en una llarga campanya de guerrilles. Finalment, l'ONU aconseguí un acord entre ambdues parts per fer un referèndum el 1999, amb el resultat del rebuig d'una autonomia dins d'Indonèsia. Timor Oriental (en portuguès: Timor Leste) aconseguí la independència el 2002.

### Sahara Occidental
El 1975, i després dels Acords de Madrid entre el Marroc, Mauritània i Espanya, aquest país es retirà del Sahara Occidental i en cedí l'administració als altres dos, que s'annexaren la part del territori que els havia correspost. Però un grup independentista, el Front Polisario, inicià una guerra de guerrilles contra els dos nous ocupants. El 1979, després d'un cop d'estat militar, Mauritània també abandonà la seva part del territori, que passà sota el control marroquí. Les Nacions Unides engegaren un procés de pau el 1991 entre les dues parts, però ha quedat completament aturat, de manera que des de mitjan 2012, la mateixa ONU negocia directament amb el Polisario i amb el Marroc per trobar una solució al conflicte armat.

### Cisjordània
La part de l'antic Mandat Britànic de Palestina que fou ocupada per l'exèrcit de Jordània durant la guerra araboisraeliana de 1948, que els israelians anomenen "Judea i Samària", fou annexada per Jordània el 1950, a petició d'una delegació palestina. Ha estat qüestionada, tanmateix, la representativitat d'aquesta delegació, i la Lliga Àrab va preferir sempre considerar que Jordània tan sols feia el paper de "protector" del territori palestí. L'annexió fou reconeguda tan sols pel Regne Unit i Pakistan, i els britànics no van acabar de reconèixer la sobirania jordana sobre el territori. Aquest fet no fou condemnat per l'ONU, i el territori va romandre sota l'administració jordana fins al 1967, quan fou ocupat, però no annexat, per Israel. Jordània no va cessar oficialment en la seva pretensió fins al 1988. Israel encara no ha fet el pas d'annexar-se aquest territori, però sí que ha anat establint un complex entramat jurídic per sustentar la seva ocupació militar, i per aplicar-hi parcialment la legislació israeliana, però només als assentaments jueus.

### Jerusalem Est
Durant la Guerra dels Sis Dies del 1967, Israel conquerí a Jordània Jerusalem Est, que era part de Cisjordània. El 27 de juny del 1967, Israel aplicà unilateralment les seves legislació i jurisdicció a Jerusalem Est i part de la seva àrea metropolitana, incorporant uns 70 km² de territori al municipi de Jerusalem. Tot i que Israel es va afanyar a dir a les Nacions Unides que aquestes mesures eren més aviat una reordenació administrativa i municipal que no una annexió, diverses sentències del Tribunal Suprem d'Israel indicaren que Jerusalem Est havia esdevingut part d'Israel. El 1980, Israel aprovà una llei per la qual es declarava Jerusalem la "completa i unida" capital d'Israel, cosa que significa l'annexió definitiva de la part oriental de la ciutat. L'annexió fou declarada nul·la per les resolucions 252, 267, 271, 298, 465, 476 i 478 del Consell de Seguretat de l'ONU.
Des d'aleshores, s'han edificat diversos barris jueus a Jerusalem Est, i molts jueus israelians s'han instal·lat als barris àrabs, alguns retornats de l'expulsió soferta l'any 1948.
Cap país, llevat de Costa Rica, va reconèixer l'annexió ni van voler traslladar les seves ambaixades a la nova capital. Un cas especial és el dels Estats Units d'Amèrica, que van aprovar una llei que reconeix la capitalitat i la unicitat de la ciutat de Jerusalem, i ordena traslladar-hi l'ambaixada americana, però que ha estat ignorada pels presidents Bill Clinton, George W. Bush i Barack Obama per motius de "seguretat nacional".

### Alts del Golan
Israel conquerí dos terços dels Alts del Golan a Síria durant la Guerra dels Sis Dies del 1967, i tot seguit es van construir diversos assentaments jueus a la zona. El 1981, Israel aprovà una llei que estenia "la llei, la jurisdicció i l'administració" israelianes a aquest territori, incloses les Granges de Xebaa, disputades per Síria i el Líban. Aquesta declaració fou declarada nul·la per la resolució 497 del Consell de Seguretat de l'ONU. L'únic país que ha reconegut aquesta annexió foren els Estats Federats de Micronèsia.
La gran majoria dels drusos de Majdal Shams, la població siriana més gran del Golan, s'han aferrat a la seva ciutadania siriana. Quan Israel s'annexà els Alts del Golan el 1981, el 95% de la població siriana rebutjà la ciutadania israeliana, i encara es mantenen ferms, malgrat la situació creada per la Guerra civil siriana.
El 29 de novembre del 2012, l'Assemblea General de Nacions Unides insistí que estava "profundament preocupada pel fet que Israel no s'hagi retirat del Golan sirià, que es troba sota ocupació des del 1967, en contra de les importants resolucions del Consell de Seguretat i de l'Assemblea General" i "s'accentúa la il·legalitat de la construcció d'assentaments israelians i d'altres activitats al Golan sirià, ocupat des del 1967". La resolució s'aprovà per una majoria de 110 països a favor i només 6 en contra (Canadà, Israel, Illes Marshall, Estats Federats de Micronèsia, República de Palau i Estats Units), amb 59 abstencions, de demanar una retirada israeliana total dels Alts del Golan sirians.

### Kuwait
Després d'haver estat aliat d'Iraq durant la Guerra Iran–Iraq (principalment perquè Kuwait necessitava la protecció d'Iraq contra Iran), Kuwait fou invadit i annexat per Iraq (sota Saddam Hussein) l'agost del 1990, amb la justificació que, de fet, el territori kuwaitià era una província iraquiana, i que aquesta annexió era una venjança per la "guerra econòmica" que practicava Kuwait perforant lateralment les reserves de petroli iraquianes. La monarquia fou abolida després de l'annexió.
Finalment, el president dels Estats Units d'Amèrica George H. W. Bush condemnà les accions iraquianes i es proposà treure les tropes iraquianes de l'emirat. Amb l'autorització del Consell de Seguretat de l'ONU, una coalició de 34 països encapçalada pels Estats Units engegà la Guerra del Golf per reinstaurar l'Emir de Kuwait. Tant la invasió com l'annexió foren declarades il·legals, i Kuwait ha tornat a ser un país independent fins avui.

### Crimea
El març del 2014, Rússia s'annexà la península de Crimea, que s'acabava de separar d'Ucraïna, tot conservant la seva organització territorial, consistent en dos subjectes federals: la República de Crimea i la ciutat federal de Sevastopol.
En el marc de la crisi ucraïnesa anomenada EuroMaidan, diverses regions del sud-est del país, on la majoria de la població és russòfona, pretengueren seguir els passos de Crimea, tot i que sense èxit.

## Annexions a nivell subnacional
L'agregació, o annexió d'un municipi per un altre, o d'altres nivells de divisions administratives, es produeix amb més o menys freqüència i normalitat a l'interior de molts països, on la legislació pròpia ho permet. Per exemple, als Estats Units d'Amèrica, és normal que una ciutat o població "incorporada", és a dir, un municipi, expandeixi el seu terme per l'annexió d'una "àrea no incorporada" adjacent. En canvi, en aquell país no sòl passar que un municipi sigui annexat per un altre, com sí que s'esdevé a molts altres països. De vegades, fins i tot, els governs han promogut una reforma administrativa per tal de reduir significativament el nombre de municipis i agrupar-los per fer-los més grans i més operatius. A l'estat espanyol, per exemple, una reforma del mapa municipal els anys 1970 va reduir significativament el nombre de municipis de les àrees menys poblades (per exemple, a les comarques pirinenques); i a finals del segle xix i principis del XX, la ciutat de Barcelona cresqué enormement per l'annexió dels antics municipis del pla de Barcelona, fins a conformar el seu territori actual.

## Llegir més
- Adam Roberts, Ocupació militar transformativa: aplicació de les lleis de la guerra i drets humans Arxivat 2011-07-25 a Wayback Machine., The American Journal of International Law, 2006, vol. 100, pàg. 580–622 (anglès)